# Waed Bouhassoun
Waed Bouhassoun, née en 1979, est une musicienne et chanteuse syrienne.

## Biographie
Waed Bouhassoun grandit dans le village de Shaqqa, à proximité de la montagne druze, au sud de la Syrie. Joueuse de oud, elle accompagne ses compositions par sa voix d'alto. C'est à l'âge de 7 ans, qu'elle apprivoise le répertoire traditionnel de sa région aux côtés de son père. À 10 ans, la jeune musicienne commence à se produire sur scène et à participer à différents concours de musique à travers la Syrie.  
En 2010, Waed Bouhassoun s'installe à Paris, où elle entreprend un doctorat en ethnomusicologie à l’université Paris-Nanterre. Elle est également membre du Centre de recherche en ethnomusicologie (CREM). 

## Carrière professionnelle
En 2004, alors qu'elle poursuit ses études au Conservatoire de Damas, Waed Bouhassoun rencontre les membres de la Maison des cultures du monde. Ensemble, ils travaillent à la conception d'une pièce musicale autour de l'actrice syrienne Maha Al Saleh. La musicienne accompagne le spectacle à l'Opéra de Damas, puis à Paris.  
Le 31 janvier 2008, elle participe au concert d'inauguration de l'évènement « Damas capitale culturelle du monde arabe », accompagnée des artistes Carlos Piñana et Curro. Le concert retransmis par plusieurs médias du monde arabe, prend place dans le Salon des ambassadeurs de l’Alhambra à Grenade. À cette occasion, elle  réinterprète des poèmes des auteurs Ibn Zaydoun et Wallada. Cette exposition médiatique contribue à sa renommée internationale.
La même année, elle se produit avec le musicien turc Kudsi Ergüner, Bruno Caillat et Yunus Bakioglu, sur la scène de l'Opéra Bastille pour un hommage à une figure du mysticisme musulman, l'esclave affranchie Râbl'a al-Adawiyya.
Waed Bouhassoun signe son premier disque, La voix de l’amour, édité par l’Institut du monde arabe en 2009. Mêlant à ses souvenirs la poésie arabe, la musicienne souhaite rompre l'isolement de la population syrienne prise en étau depuis le début des conflits armés. Elle enchaîne les concerts en Syrie, en Tunisie et en Égypte, avant de s'installer définitivement en France. En 2010, elle obtient le « Coup de cœur » de l'Académie Charles-Cros pour son premier album solo.
Un second projet solo voit le jour en 2014. Pour L'Âme du luth, elle signe seule la mise en musique d'œuvres littéraires du monde arabe tels les textes du poète syrien Adonis.
En 2016, elle publie son troisième album intitulé La Voix de la passion sur le label Buda Musique. Pour ce projet, la musicienne s'empare d'un répertoire puisant dans la poésie nabatéenne du sud de la Syrie. Elle est accompagnée à la flûte ney par le musicien Moslem Rahal.

## Discographie
- 2009 : La Voix de l'amour, Institut du monde arabe
- 2014 : L’Âme du luth, Buda Musique
- 2016 : La Voix de la passion, en collaboration avec Moslem Rahal, Buda Musique

## Distinctions
- 2010 : « Coup de cœur » de l'Académie Charles-Cros pour La Voix de l'amour
- 2015 : « Coup de cœur » de l'Académie Charles-Cros pour L'Âme du luth.